# Yves Boisset
Yves Boisset (14 de marzo de 1939-31 de marzo de 2025) fue un director de cine y guionista francés.

## Biografía
Boisset comenzó su carrera como asistente de dirección. Después de trabajar con directores como Robert Hossein, Yves Ciampi, Jean-Pierre Melville y René Clement, comenzó a dirigir cortometrajes hasta finales de la década de 1960, cuando debutó en el cine. Boisset contribuye con frecuencia a los guiones que graba y es conocido por sus aventuras de acción de ritmo rápido y sus thrillers sociales y políticos. Su película de 1972 L'attentat participó en el 8.º Festival Internacional de Cine de Moscú, donde ganó el Premio de Plata.

## Premios y distinciones
| Año  | Categoría                                      | Película                 | Resultado |
| ---- | ---------------------------------------------- | ------------------------ | --------- |
| 1975 | Oso de Plata. Premio extraordinario del jurado | Crónica de una violación | Ganador   |